# Гольтгоер, Михаил Фёдорович
 Михаил Фёдорович Гольтгоер (1823—1899) — юрист, деятель судебной реформы 1864 года, первый старший председатель Петербургской судебной палаты. Сенатор (1865), член Государственного Совета (1885), действительный тайный советник (1886).

## Биография
Из дворян Санкт-Петербургской губернии, сын директора Императорского Царскосельского лицея, генерал-лейтенанта Фёдора Григорьевича Гольтгоера.
Окончив курс в Царскосельском лицее с малой золотой медалью, 18 июля 1841 года он был определён на службу в департамент Министерства юстиции.
- 9 августа 1846 года пожалован званием камер-юнкера.
- 12 июня 1852 года назначен чиновником за обер-прокурорский стол в Сенат.
- С 23 ноября 1853 года исполнял должность обер-прокурора 1-го отделения 5-го департамента, в которой был утверждён 1 января 1861 года.
- 23 ноября 1861 года был назначен обер-прокурором 2-го отделения 3-го департамента.
- С 26 ноября 1862 года состоял обер-прокурором 4-го департамента.
- 1 января 1865 года пожалован в тайные советники с назначением к присутствованию в Сенате во 2-й отдел 5-го департамента.
- 4 февраля 1866 года назначен старшим председателем Санкт-Петербургской судебной палаты, а 7 декабря назначен к присутствованию в общем собрании судебных и межевого департаментов.
- 4 июля 1864 года назначен членом Особого временного присутствия при Государственном совете для рассмотрения всеподданнейших жалоб, на определения департаментов Сената.
- 1 января 1885 года назначен членом Государственного Совета по департаменту гражданских и духовных дел и председателем Особого временного присутствия при Государственном совете. В последней должности оставался до 26 января 1894 года.

Похоронен на Волковском лютеранском кладбище в Санкт-Петербурге.
А. Ф. Кони, начинавший свою службу под руководством Гольтгоера, писал о своей первой встрече с ним так: 

Рыцарски благородный и изысканно вежливый, он принял меня не как подчиненного, а как младшего товарища по службе. В его словах звучало не только ободрение молодому человеку, вступающему в исполнение новых для него обязанностей, но и светлый, полный упований взгляд на будущее преобразованного суда как школы развития народного правосознания. Весеннее солнце, ярко освещавшее его кабинет на Надеждинской улице, полный ароматом гиацинтов, расставленных на окнах и во всех углах (он был любитель и знаток комнатного цветоводства), и сам Гольтгоер с милым приветливым лицом и мягкой откровенностью слова показались мне светлым символом предстоящей деятельности…